# Alf Petersson
Alf Petersson (Helsingborg, 5 de febrero de 1933-29 de marzo de 2024) fue un atleta sueco especializado en la prueba de 4x400 m, en la que consiguió ser medallista de bronce europeo en 1958.

## Carrera deportiva
En el Campeonato Europeo de Atletismo de 1958 ganó la medalla de bronce en los relevos de 4x400 metros, llegando a meta en un tiempo de 3:10.7 segundos, tras Reino Unido (oro con 3:07.9 segundos que fue récord de los campeonatos) y Alemania del Oeste (plata).